# Le Maistre d'Anstaing

Geslachtswapen

Le Maistre d'Anstaing is een geslacht waarvan leden sinds 1845 tot de Belgische adel behoren.

## Geschiedenis
De bewezen stamreeks begint met Pierre le Maistre wiens dochter in 1607 werd gedoopt, tevens eerste vermelding van dit geslacht. Zijn kleinzoon Micel le Maistre (†1731), was koopman en schepen van Rijsel en heer van onder andere Anstaing; hij verkreeg adeldom door de aankoop van het ambt van raadsheer-secretaris van de koning.
Op 20 augustus 1845 verkreeg Idesbalde Pierre Ernest le Maistre d'Angstaing (1804-1867) erfelijke Belgische adelserkenning. Op 27 mei 1937 werd aan diens kleinzoon Idesbalde le Maistre d'Anstaing (1882-1967) de titel ridder verleend, overdraagbaar bij eerstgeboorte.

## Wapenbeschrijvingen
- 1845: D'or, à la croix ancrée de sable. L'écu sommé de la couronne comtale à neuf perles.
- 1937: In goud, een ankerkruis van sabel. Het schild getopt met eene grafelijke kroon met negen paarlen en gehouden door twee omziende leeuwen in natuurlijke kleur.

## Enkele telgen
- Jhr. Idesbalde Pierre Ernest le Maistre d'Angstaing (Doornik, 27 november 1804 - Braffe, 19 november 1867) was een zoon van Jean-Baptiste le Maistre en van Philippine van der Gracht. In herinnering aan de zalige Idesbaldus van der Gracht, kregen de meeste afstammelingen van dit echtpaar de voornaam Idesbald als eerste of als een van de volgende voornamen. Le Maistre was een bekend archeoloog en werd burgemeester van Braffe. Hij trouwde in 1832 in Doornik met Henriette Maelcamp dit Maelcampo (1806-1871) en ze hadden drie kinderen.
  - Jhr.  Henri-Idesbalde le Maistre d'Anstaing (1846-1919, burgemeester van Braffe, trouwde in Ghlin in 1876 met Marie-Louise Siraut (1855-1915). Ze hadden drie kinderen.
    - Idesbalde ridder le Maistre d'Anstaing (1882-1967), burgemeester van Braffe, trouwde met Madeleine Perin (1885-1961). Ze hadden vijf kinderen, met afstammelingen tot heden.

## Publicatie
- Recherches sur l'histoire et l'architecture de l'église cathédrale de Notre-Dame de Tournai, in: Bibliothèque de l'école des chartes, 1845.